# Fairchild Semiconductor

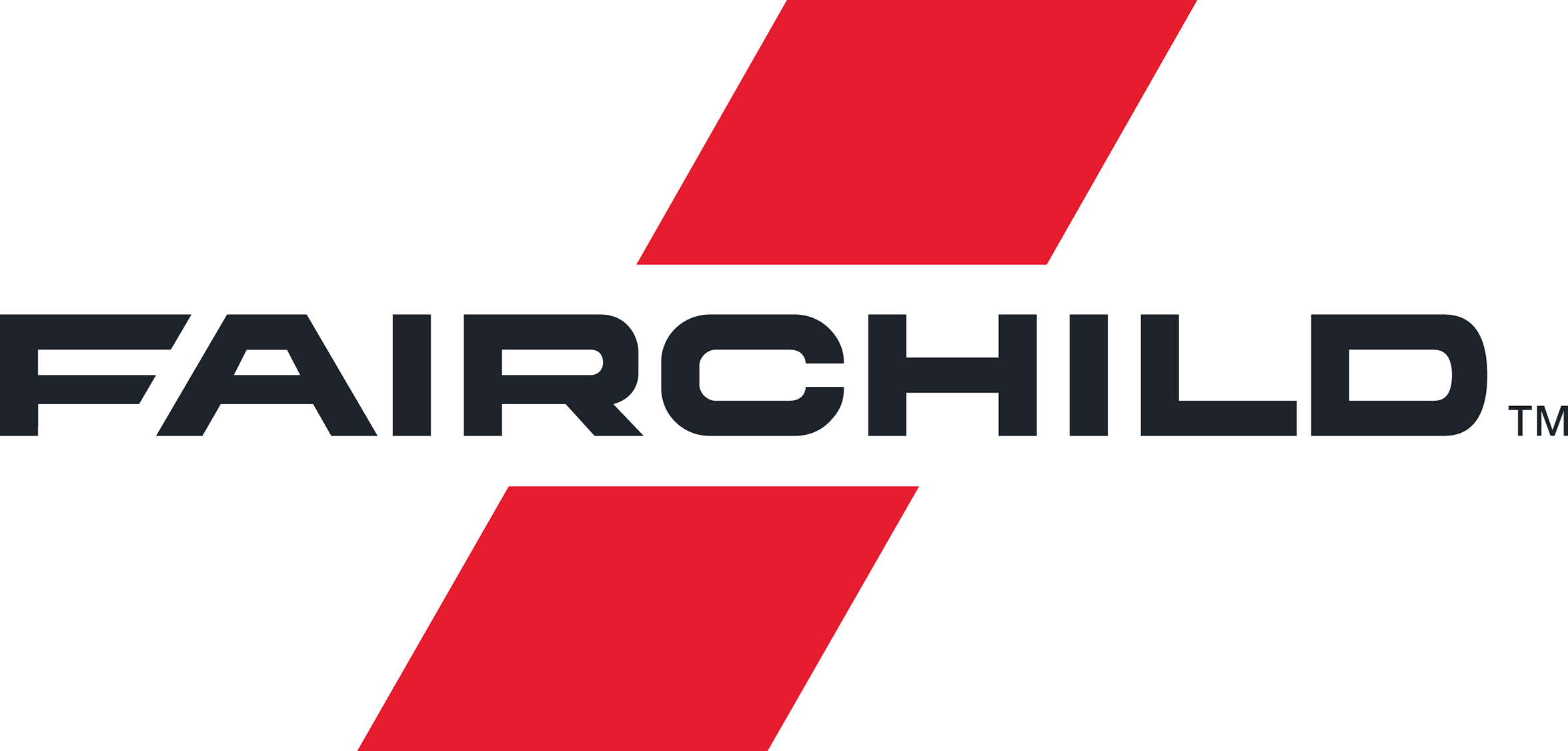
Logo

Fairchild Semiconductor is een Amerikaanse voormalige halfgeleiderfabrikant uit San Jose (Californië) opgericht in 1957.
Het was het eerste bedrijf dat werd opgericht door acht ingenieurs die leerling en werknemer waren geweest van William Shockley: Julius Blank, Victor Grinich, Jean Hoerni, Eugene Kleiner, Jay Last, Gordon Moore, Robert Noyce en Sheldon Roberts. Uit Fairchild ontstonden over een tijdspanne van zo'n 20 jaar 65 chipbedrijven die uiteindelijk samen het beroemde Silicon Valley vormden. Deze bedrijven worden samen ook wel de Fair Children genoemd.
In september 2016 werd Fairchild voor 2,4 miljard dollar overgenomen door ON Semiconductor.

## Noot
1. ↑  Bron: VARA op Nederland 3 op vrijdag 26 april 2013: DWDD University presenteert: Alexander Klöpping.
2. ↑  Discovery Science, Silicon Valley: The Untold Story, seizoen 1, aflevering 1.